# Оливиновый пояс

Оливиновая мантия в структуре Земли
(верхний слой оранжевого цвета)

Оливи́новый пояс или перидоти́товый слой (фр. couche de péridotite) — гипотетическая теория, выдвинутая геофизиками во второй половине XIX века, согласно которой «барисфера» (др.-греч. βαρυς — тяжёлый, σφαιρα — шар) или расплавленное железное (металлическое) ядро земли отделено от твёрдой литосферы или верхних слоёв земной коры некоей «пиросферой» (др.-греч. πῦρυς — огонь, жар, σφαιρα — шар) или слоем расплавленной магмы очень высокой температуры. Этот слой и получил название перидотитового. Согласно современным представлениям о строении Земли, перидотитовый слой мантии залегает под поверхностью Мохоровичича, отделяющей его от вышележащих литосферных слоёв, базальтового и гранитного.
В конце 1910-х — начале 1920-х годов, когда теория перидотитового слоя уже достаточно проникла в научный обиход, два писателя придали ей характер массовой известности в своих научно-фантастических повестях. Сначала — Владимир Обручев, написавший в 1915 году научно-фантастический роман «Плутония» (изданный в 1924 году), а затем — Алексей Толстой, опубликовавший в 1927 году сатирико-фантастический роман «Гиперболоид инженера Гарина», основная фабула которого построена на попытке проникновения сквозь оливиновый пояс к лежащим под ним неограниченным запасам расплавленных драгоценных металлов, прежде всего, золота.
Исследования недр Земли, проведённые спустя несколько десятилетий, показали, что гипотеза учёных об оливиновом поясе мантии не может быть полностью подтверждена, хотя и не может быть признана полностью ложной. Исследования пород из Кольской сверхглубокой скважины показали наличие некоего количества вкраплений золота в недрах земной коры (и именно коры а не мантии как предполагалось раньше), но сам оливиновый пояс в том виде в каком его представляли в начале XX века, все-же не существует.

## Гипотеза оливинового пояса
Согласно теории, господствовавшей, прежде всего, во французской науке и более или менее подробно оформившейся к концу XIX века, под литосферой Земли находится пиросфера, высокотемпературный слой, состоящий из расплавленной магмы. Не имея возможности проверить свои предположения опытным путём, французские геофизики строили теорию на косвенных данных. Прежде всего, к выводу о таком строении мантии привело изучение регионального метаморфизма и химического состава изверженных пород; кроме того, оно подтверждалось также и геотермическими данными.:230
Состав магмы, составляющей пиросферу, вероятно, изменялся только в её верхних частях благодаря местной ассимиляции различных пород, которые опускаются на эти глубины вследствие оседания дна геосинклиналей или постепенного опускания отдельных участков земной коры вдоль трещин или разломов. По предположениям учёных, на большой глубине состав мантии должен быть более однородным, приближаясь к среднему химическому составу силикатных пород, составляющих большую часть литосферы. Во всей массе пиросферы, вероятно, происходят масштабные явления ликвации, причём, расплавленная магма выделяет газы, содержащиеся в ней в растворённом состоянии. По теории, выдвинутой французским геологом Мишелем-Леви, таким путём вероятнее всего образуются магнезиально-железистая и щелочная магмы. По мере увеличения глубины магнезиально-железистая магма должна становиться всё более и более основной и плотной, пока наконец её состав не приблизится к составу перидота (оливина).:231

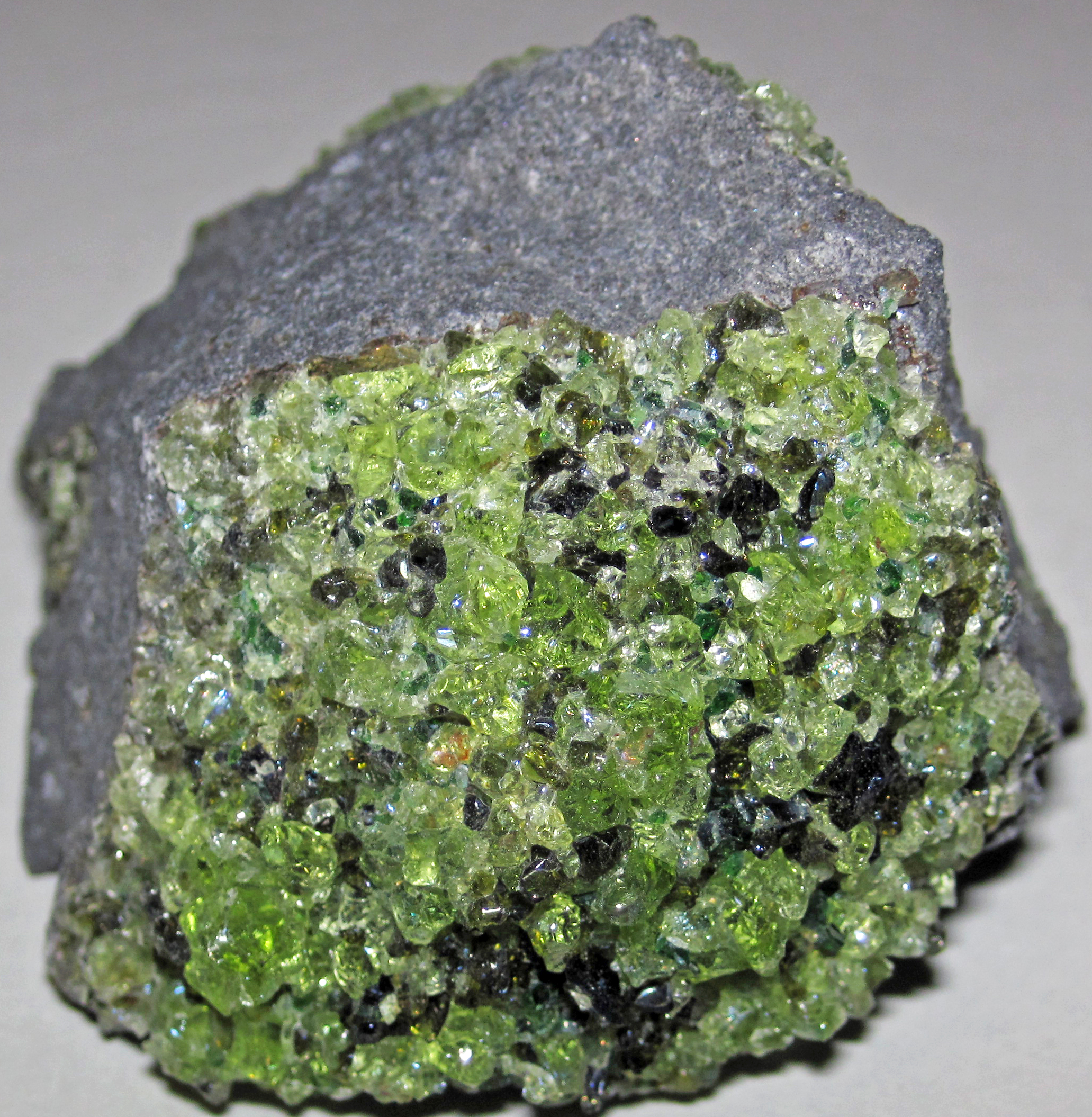
Перидотиты мантии на базальте (Аризона)

Важным косвенным доказательством теории пиросферы стал тот факт, что минералы оливинового ряда систематически встречаются в виде включений во многих основных вулканических породах и особенно в базальтах. Из него, как известно, часто состоят ядра многих бомб, выбрасываемых во время извержений типа Стромболи. Не имея возможность проникнуть вглубь земли на столь большие глубины, оба упомянутых случая дают возможность познакомиться с обломками породы, образовавшейся вследствие затвердевания на очень большой глубине крайне основной магмы. Во время вулканического извержения эти обломки были захвачены и вынесены на поверхность земли поднимающимся вверх расплавленным базальтом.:231
Ещё одним косвенным доказательством стало сравнение химического состава земных пород с космическими образцами. Как известно, многие метеориты также часто содержат перидот (в большем или меньшем количестве), который встречается в них вместе с самородным железом, а также пироксеном и хромистым или никелистым железом (камаситом). Перидот вместе с пироксеном встречается в различных породах гранитной структуры, не содержащих белых элементов, и в этих же породах преимущественно встречается хром и никель. С другой стороны, единственными доступными для человека земными породами, содержащими самородное железо, являются именно перидотитовые породы. Большие включения этого металла были найдены в перидотитовых базальтах месторождения Овифак (остров Диско, Гренландия); алмазоносное железо Каньона Диабло в Аризоне, глыбы которого разбросаны вокруг кратера, имеет также вулканическое происхождение.:231
Более чем наглядное сходство между составом метеоритов и земных элементов глубинного происхождения привело одного из сторонников теории пиросферы, французского геолога Габриэля Добрэ к заключению о принципиальном единстве химического состава солнечной системы. По его мнению, все случайно упавшие на нашу планету метеориты являлись осколками некоего распавшегося небесного тела, а недра земли должны иметь одинаковый состав с метеоритами. И наконец, ещё ниже, под перидотитовым слоем, должна лежать такая зона, где железо и близкие ему металлы находятся в неокисленном состоянии. Таким образом, перидот является не только шлаком металлического ядра земли и всей Солнечной системы и, возможно, мировым шлаком.:231

Переходная зона мантии

Особого блеска этой теории придал своими опытами будущий нобелевский лауреат Анри Муассан. Стремясь синтезировать искусственные алмазы, он дал ещё одно косвенное подтверждение этой гипотезе. По мнению этого авторитетного химика, под силикатной магмой пиросферы должны располагать мощные расплавленные массы железа, богатые углеродистыми соединениями железа и других металлов. Внезапные притоки воды по разломам из вышележащих слоёв вызывают колоссальные взрывы внутри мантии, сопровождающиеся выделением углеводородов и обусловливающие образование диатрем. Как результат взрыва, в алмазоносный канал поднимаются и затвердевают в нём в виде перидотита магнезиально-железистая магма и углеродистый сплав, который при внезапном охлаждении под давлением образует алмаз. Условия его образования получается примерно те же, при которых Муассан получал алмазы синтетическим путем в электрических печах. Таково же должно было быть и происхождение глыб алмазоносного железа, выброшенных в Каньоне Диабло.:231
Хотя гипотеза барисферы, железного ядра земли, находилась в противоречии с более старой фундаментальной теорией расплавленной огненной или газообразной массы, простирающейся до центра земли, но зато подтверждалась многими фактами, которые на рубеже веков были указаны несколькими авторитетными учёными. В особенности важными для её подтверждения стали опыты Муассана и выводы, сделанные шотландским химиком лордом Кельвином.:231
К середине 1920-х годов теория барисферы не выдержала появления данных научных измерений, основанных на новейших технических достижениях, и уже считалась устаревшей. Тем не менее, многие из её положений выдержали испытание временем и вошли в современные представления о структуре мантии Земли.

Трещины в земной коре (в литосфере) существуют, и по ним возможно допустить проникновение поверхностных вод в глубь земной коры. Но эти трещины за пределы земной коры (литосферы) не выходят и не достигают земного металлического ядра (барисферы), ибо согласно прежним представлениям между корою и ядром лежит срединный пояс, который по предположению Лазо приближается по своему составу к оливину и его поэтому можно назвать оливиновым поясом. Предполагается, что оливиновый пояс находится не в совершенно твердом, а так называемом вискозном <вязком> или пластическом состоянии.:369— Иван Губкин, «Учение о нефти» (1931)
Согласно современным представлениям геофизики, верхняя мантия составлена преимущественно из перидотитов, большей частью — оливина, пироксенов (клинопироксена и ортопироксена) и глинозёмистых минералов в переменных пропорциях. В самой верхней части мантии глинозёмистая фаза представляет собой плагиоклаз, ниже — шпинель и шпинелиды, а затем, ниже глубины в 100 км — гранатиты.
В свою очередь, верхняя мантия разделена на две части, разделённые границей Мохоровичича. Лежащая выше этой границы более твёрдая и ломкая часть, называется литосферной мантией и сложена «холодными» перидотитами. А нижняя, более горячая и пластичная часть, называемая астеносферной мантией, сложена «разогретым» перидотитом.

## В художественной литературе
Поскольку основные разработки теории барисферы принадлежила французским учёным, называвшим эту минеральную группу перидотом или перидотитом, термин «оливиновый пояс» долгое время почти не употреблялся. Тем не менее, в 1900-х годах в России стали известны работы немецких и английских учёных, говоривших об оливине и группе оливиновых силикатов. Кроме того, само по себе слово перидот или перидотит в русском языке выглядит не слишком благозвучно, что для художественной прозы имеет большое значение.
Первым в литературный язык вёл понятие «оливинового пояса» известный российский геолог и географ Владимир Обручев, написавший в 1915 году научно-фантастический роман «Плутония», изданный только девять лет спустя, в 1924 году. Несмотря на то, что обсуждение темы геологического строения мантии не занимало в романе центрального положения, тем не менее, она очевидным образом привлекает внимание читателя, поскольку касаются размышления героев о происхождении той фантастической страны, в которую они попали волей случая.

— Знаете ли, из чего состоят эти скалы? Они имеют такой же состав, как и аэролиты из ряда мезосидеритов, полужелезных, с оливиновой основной массой и включением никелевого железа. <...> Они состоят из железа с никелем и другими, более легкими минералами.
— Что это значит? — спросил Макшеев.
— А это значит, что гипотезы геологов о составе более глубоких частей земной коры оправдываются. Мы, очевидно, находимся в пределах так называемого оливинового пояса — пояса тяжелых каменных пород, богатых железом и по составу оказывающихся тождественными с каменными метеоритами, которые падают на нашу Землю из межпланетного пространства, представляя осколки мелких планет. Нужно думать, что мы встретим еще сплошные металлические горные породы. <...>
Вообще, по характеру всех пород, которые мы встречаем в Плутонии, очень тяжелых, богатых оливином и металлами, трудно ожидать, чтобы здешние вулканы могли изливать легкую кремнеземистую лаву.— Владимир Обручев, «Плутония» (1915)
От лица одного из персонажей романа автор подробно и аргументированно обсуждает несколько исторических и актуальных версий строения недр Земли, начиная с теории некоего немецкого профессора Штейнгаузера, разделявшего воззрения Бертрана и считавшего, что планета внутри пуста и может содержать другие миры. В конце обстоятельного исторического обзора Обручев подводит читателя к «четвёртой гипотезе», возникшей во второй половине девятнадцатого века и завоевавшей максимальное число сторонников. Согласно этой теории Земля имеет твердую и не толстую кору, твёрдое ядро, а в промежутке между ними более или менее толстый слой расплавленных пород — так называемый оливиновый пояс. Твёрдое ядро допускается на том основании, что ближе к центру Земли вследствие громадного давления, существующего там, все тела, несмотря на высокую температуру, превышающую во много раз их точку плавления (при нормальном давлении), должны находиться в твёрдом состоянии. Земная кора состоит из вытесненных наверх более лёгких пород, а в оливиновом поясе сосредоточены более плотные и тяжёлые, богатые оливином и железом. Наконец, в самом ядре преобладают самые тяжёлые вещества — например, металлы. Полагают, что железные метеориты, которые состоят преимущественно из никелевого железа, представляют обломки планетных ядер, а каменные метеориты, состоящие из оливина и других богатых железом минералов с вкраплениями никелевого железа, дают нам понятие о составе вещества оливинового пояса.
В точности на такой же теории, подробно описанной Обручевым, и построил Алексей Толстой свой роман «Гиперболоид инженера Гарина». Общие сведения о реально существовавшем изобретателе гиперболоида и оливиновом поясе Земли ему предоставил профессиональный учёный, его «старый знакомый, Оленин». Кроме того, с освоением физических теорий и терминологии немало помог ему академик Пётр Лазарев. Упомянутый Алексеем Толстым в воспоминаниях и дневниках Павел Васильевич Оленин — также физик,сотрудник энергетического института им. Молотова, рассказал ему в общих чертах почти всю научную часть фабулы будущего романа.

Оленин П. В. <...> Бурение скал. Бурение земли. Лаборатория на острове в Ти<хом> океане. Владычество над миром. <...> Удельный вес земли 8, оболочка земли 3. В центре земли — платина, золото, уран, торий, цирконий. Оливиновый пояс: железо, оливин, никель (метеориты)...— Алексей Толстой, Записные книжки (начало 1920-х)
Почти устаревшая на тот момент теория неожиданно стала центральным звеном будущего научно-фантастического романа. Именно в надежде получить доступ к неограниченным запасам металлов, прежде всего, золота, конечно, инженер Гарин пытается пробурить оливиновый пояс Земли, который становится развёрнутой метафорой основного препятствия, поставленного природой на пути к неограниченной власти.

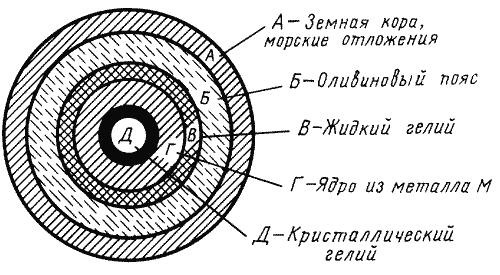
Иллюстрация из романа

В краткой форме полусерьёзного диалога между приятелями Алексей Толстой излагает научную часть этой теории устами также немецкого профессора, Отто Рейхера: «...Между твердой, слабо нагреваемой солнцем земной корой и всей массой Земли находится пояс расплавленных металлов, так называемый Оливиновый пояс. Он происходит от непрерывного атомного распада основной массы Земли. Эта основная масса представляет шар температуры межпланетного пространства, то есть в нем двести семьдесят три градуса ниже нуля. Продукты распада — Оливиновый пояс — не что иное, как находящиеся в жидком состоянии металлы: оливин, ртуть и золото. И нахождение их, по многим данным, не так глубоко: от пятнадцати до трех тысяч метров глубины. Можно в центре Берлина пробить шахту, и расплавленное золото само хлынет, как нефть, из глубины Оливинового пояса…»
Ещё одну попытку последовательного изложения теории оливинового пояса Алексей Толстой предпринимает словами от первого лица одного из персонажей, цитируя страницы из дневника погибшего геолога Манцева, — все идеи, «мозг и жизнь» которого «присвоил себе инженер Гарин». Пожалуй, именно в этой версии «пиросфера» обрастает частностями, приобретает самые подробные реальные черты и, как следствие, становится окончательно неправдоподобной.

В расплавленном Оливиновом поясе нужно различать три слоя: ближайший к земной коре — это шлаки, лава, выбрасываемая вулканами; средний слой — оливин, железо, никель, то есть то, из чего состоят метеориты, падающие в виде звезд на землю в осенние ночи, и, наконец, третий — нижний слой — золото, платина, цирконий, свинец, ртуть.
Эти три слоя Оливинового пояса покоятся, как на подушке, на слое сгущенного, до жидкого состояния, газа гелия, получающегося как продукт атомного распада.— Алексей Толстой, «Гиперболоид инженера Гарина», 1927
Как показали многочисленные геофизические исследования, основанные на новых аппаратных методах и проводившиеся с 1930-х годов, произведение Алексея Толстого было действительно сатирико-фантастическим по жанру, а слово «научный» из определения можно выпустить. «Оливинового пояса», в том виде как он описан в романе, реально не существует. А произведённое впоследствии (в 1970-х годах) бурение Кольской сверхглубокой скважины дало прямые свидетельства того, что в недрах Земли на больших глубинах действительно имеются включения металлического золота в грунт, однако из этой породы возможно извлечь относительно небольшое количество благородного метала, что превращает подобную деятельность не только в совершенно нерентабельную, но также и крайне трудоёмкую. Даже в том случае, когда речь идёт об обладателе некоего фантастического гиперболоида.
1930-е годы стали своеобразным рубежом, после которого «оливиновый пояс» окончательно превратился в устойчивое словосочетание, связанное в массовом сознании с одним популярным приключенческим романом, а научное сообщество и отдельные учёные вернулись к употреблению прежнего термина «перидотитовый слой», полностью предоставив оливиновый пояс — истории художественной литературы.